# Granòfir

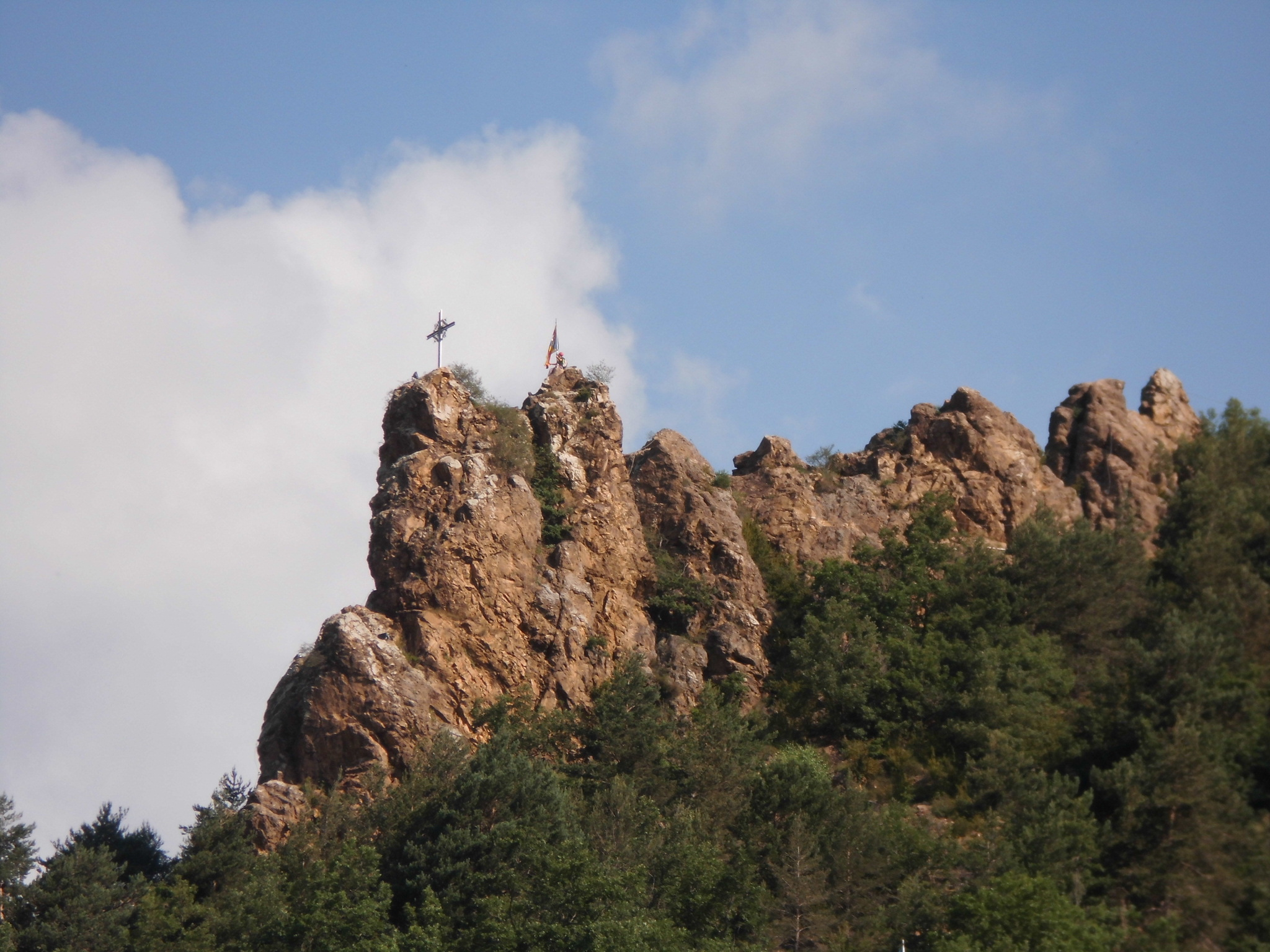
Roca de la Creu al Granòfir de Ribes

El granòfir és una roca de composició granítica, subvolcànica a volcànica, generalment 
porfirítica i amb una característica textura de gràfica a microgràfica, d'intercreixement de quars i feldespat alcalinomineral.
Etimològicament prové del llatí granu, 'gra' + gr. phyrós, 'que porta; que té'.
A Catalunya, el granòfir més extens i conegut és a Ribes de Freser, que té un color rogenc ataronjat. Forma sobre la vila unes agulles al cim de les quals hi ha plantada una bandera catalana i una creu. Correspon al que, originalment, era una xemeneia d'un volcà del període Ordovicià (fa 430–460 milions d'anys).